# Sitio de Zamboanga
El sitio de Zamboanga (o el sitio del Fuerte Pilar) se libró entre abril y mayo de 1898 en el entonces pueblo de Zamboanga en Mindanao como parte de la revolución independentista en Filipinas. Una de los pocas acciones contra colonos españoles en Mindanao, fue una victoria de los zamboangueños, después de la captura de Guerte Pilar varias semanas más tarde, lo que abrió el camino para la fundación de la República de corta duración de Zamboanga.
Cuando la Revolución Filipina se extendió a Mindanao, el general Vicente Álvarez organizó un ejército de cristianos filipinos, guerreros tribales y musulmanes Krismen y luchó contra los españoles por conseguir la libertad.
Álvarez inició la revolución en Zamboanga, en marzo de 1898.
El 17 de mayo, el general de los Ríos, finalmente renunció a la lucha y admitió la derrota de las fuerzas españolas cuando una bandera blanca fue izada por encima del parapeto. Envió un pequeño grupo bajo una bandera de tregua para ponerse en contacto con el General Álvarez al que iba a entregar la fortaleza.
El 23 de mayo de 1898, los españoles partieron hacia Manila a bordo del SS León XIII, pero el Gobernador General de los Ríos sucumbió en el camino por una herida mortal que recibió en uno de los ataques de los rebeldes.
Tras el asedio, la República de Zamboanga se formó, pero la duración de este estado revolucionario fue corto porque los estadounidenses, después de su victoria en la guerra hispano-estadounidense comenzaron a ocupar el Fuerte Pilar en diciembre de 1898, y fue efectivamente disuelta en marzo de 1903.